# Cesari d'Arle
Cesari d'Arle (Chalon-sur-Saône, ca. 468 - Arle, 27 d'agost de 543) fou un eclesiàstic dels segles V i VI, monjo i escollir bisbe d'Arle el 502. És venerat com a sant per diverses confessions cristianes.

## Biografia
Va entrar al monestir de Lerins (a la costa de Canes), on fou deixeble de Julià Pomeri. Va haver de deixar el monestir per raons de salut i s'instal·là a Arle, al monestir que hi havia fundat el bisbe Eó. El 502 fou elegit bisbe d'Arle, seu que va governar uns 40 anys. Per dues vegades fou acusat de traïció primer contra Alaric II i després contra Teodoric, però ambdues vegades fou absolt honorablement. Després del setge d'Arle de 508 va haver de fondre la plata de l'església per alliberar els captius dels ostrogots.
Va participar en diversos concilis i va guanyar celebritat pel seu combat contra els semipelagians, les doctrines dels quals estaven força difoses a la part sud de la Gàl·lia. El 512, fundà el monestir de Sant Joan d'Arle, on fou abadessa la seva germana Cesària d'Arle. El 513, el papa Símmac I li imposà el pal·li, essent aquesta l'única imposició d'aquest tipus coneguda. En 514 fou legat pontifici a les Gàl·lies i Hispània. Una biografia (més aviat un panegíric) sobre Cesari, fou composta pel seu deixeble Cebrià, bisbe de Toló.

## Obres
Va escriure diversos tractats: Libellus de mysterio sanctae Trinitatis, Breviarium adversus haereticos, Opusculum de gratia, Exhortationes i algun opuscle fou publicat conjuntament a la Bibliotheca Patrum (Leyden, 1677). En destaquen els sermons i homilies, unes 238, encara que no totes autèntiques, i de les que 40 es van publicar a Basilea el 1558 i altres 14 són a la Bibliotheca Patrum publicada a Venècia el 1776. Les seves obres més conegudes són, però, les dues regles monàstiques que escrigué: Regula ad monachos, per a comunitats masculines, i Regula ad virgines, per a una comunitat monàstica femenina, la primera de la qual se'n coneix regla.

### Regla de Sant Cesari
El conjunt de les dues regles és conegut com a Regla de Sant Cesari, anterior a la Regla de Sant Benet i, amb aquesta i la de Sant Columbà, una de les més influents durant l'edat mitjana.
Els aspectes més originals es troben a la Regula ad virgines, la primera de les dues i la més desenvolupada. És la primera regla monàstica específicament escrita per a una comunitat de dones, tot i que feia dos segles que existien aquestes comunitats. Pren com a eix principal el que es tenia com a virtut essencial de la dona: la castedat. Incorpora elements probablement provinents de Lerins i de la carta d'Agustí d'Hipona a les religioses. La Regula ad monachos és més breu, amb 26 articles.
Entre els aspectes destacats de la regla, hi ha l'abandonament de qualsevol bé per part de qui vulgui entrar a la comunitat: la novícia ha de repartir la seva fortuna entre els pobres o oferir-la a la comunitat. Fins i tot les robes, que seran confeccionades al monestir. La modèstia i humilitat en l'actitud i la mirada, la correcció en el tracte, la indiferència envers els càrrecs a la comunitat, l'obediència absoluta i la submissió a la superiora, la concòrdia al si de la comunitat, la cura en el parlar, són elements presos de la carta de Sant Agustí.
Es prohibeixen les cel·les individuals: les religioses sempre viuen en comunitat. La clausura és rigorosa i la monja no surt mai del monestir: les visites dels parents es permeten, però sempre en el salutatorium, local separat de la clausura, i sempre en companyia d'una monja major. Es prescriuen dejunis estrictes, temps de pregària, lectura durant els àpats i una o dues hores de lectura cada matí: les monges, per tant, han d'aprendre a llegir.